# مايلز ستودارد
مايلز ستودارد (بالإنجليزية: Myles Stoddard)‏ هو لاعب كرة قدم أمريكي، ولد في 7 يناير 1977 في رينو في الولايات المتحدة. لعب مع Nashville Metros ‏.